# Patrick Gonfalone
Patrick Gonfalone (* 2. November 1955 in Tunis) ist ein ehemaliger französischer Fußballspieler und späterer -trainer.

## Spielerkarriere
Gonfalone wurde beim westfranzösischen Verein SCO Angers ausgebildet und rückte dort 1974 mit 18 Jahren in die Erstligamannschaft auf. Der Flügelspieler kam über sporadische Einsätze nicht hinaus und musste 1975 den ersten Abstieg seiner Laufbahn hinnehmen. Dieser führte allerdings nicht zu einer gesteigerten Rolle des jungen Spielers, der dank eines einzigen Einsatz zumindest am Gewinn der Zweitligameisterschaft 1976 und dem damit verbundenen Aufstieg beteiligt war. Anschließend setzte der neue Trainer Aimé Mignot zwar verstärkt auf Gonfalone, doch brachte die Spielzeit 1976/77 auch den direkten Wiederabstieg mit sich. In der zweithöchsten Liga gelang ihm sofort nach dem Abstieg der Durchbruch; dies geschah auf der Position des Mittelstürmers, wo der Profi 17 Tore verbuchte, was die Saison 1977/78 zu seiner torreichsten macht. Im Anschluss an den Wiederaufstieg 1978 verblieb der Angreifer in der ersten Elf seiner Mannschaft, auch wenn er aufgrund der Verpflichtung des Stürmers François Félix wieder auf den linken Flügel wechselte, was seiner Zeit als Torjäger ein Ende setzte.
Nach einem weiteren Abstieg 1981 war es mit Guy Roux der Trainer des Erstligisten AJ Auxerre, der Gonfalone zu seinem Verein holte. Bei Auxerre spielte er jedoch in der Folgezeit keine derartige Rolle wie zuvor in Angers, weswegen er dem Klub 1983 nach zwei Jahren mit unregelmäßigen Einsätzen den Rücken kehrte. Er unterschrieb zu diesem Zeitpunkt beim Zweitligisten Le Havre AC und avancierte in Le Havre zunächst zum Stammspieler. Nachdem er in seiner zweiten Spielzeit dort jedoch ohne Einsatz geblieben war, verließ er den Verein 1985 mit seinem Wechsel zum Ligakonkurrenten SC Abbeville. Für diesen lief er zwei Jahre lang im Abstiegskampf auf, ehe er 1987 mit 31 Jahren nach 158 Erstligapartien mit 15 Toren und 109 Zweitligapartien mit 24 Toren seine Laufbahn beendete.

## Trainerkarriere
Zum Zeitpunkt seines Rücktritts als Spieler übernahm Gonfalone bei Abbeville die Verantwortung als Trainer. Er konnte zweimal den Abstieg abwenden, bevor er 1990 daran scheiterte. Im selben Jahr erhielt er das Traineramt beim Drittligisten ES Viry-Châtillon, dem er bis 1992 treu blieb. Anschließend arbeitete er einerseits als Verwaltungsbeamter und andererseits für den nationalen Verband. Für Letzteren war er von 1993 an als Co-Trainer der B-Nationalelf und der U-18-Mannschaft verantwortlich; 1997 wurde er zudem Co-Trainer der U-21. Gonfalone wurde 2009 das Traineramt der U-16 übertragen, von wo aus er 2010 zur U-17 wechselte und nach einer Rückkehr zur U-16 im Jahr 2011 von 2012 an erneut Übungsleiter der U-17 wurde.